# Cees Geenen

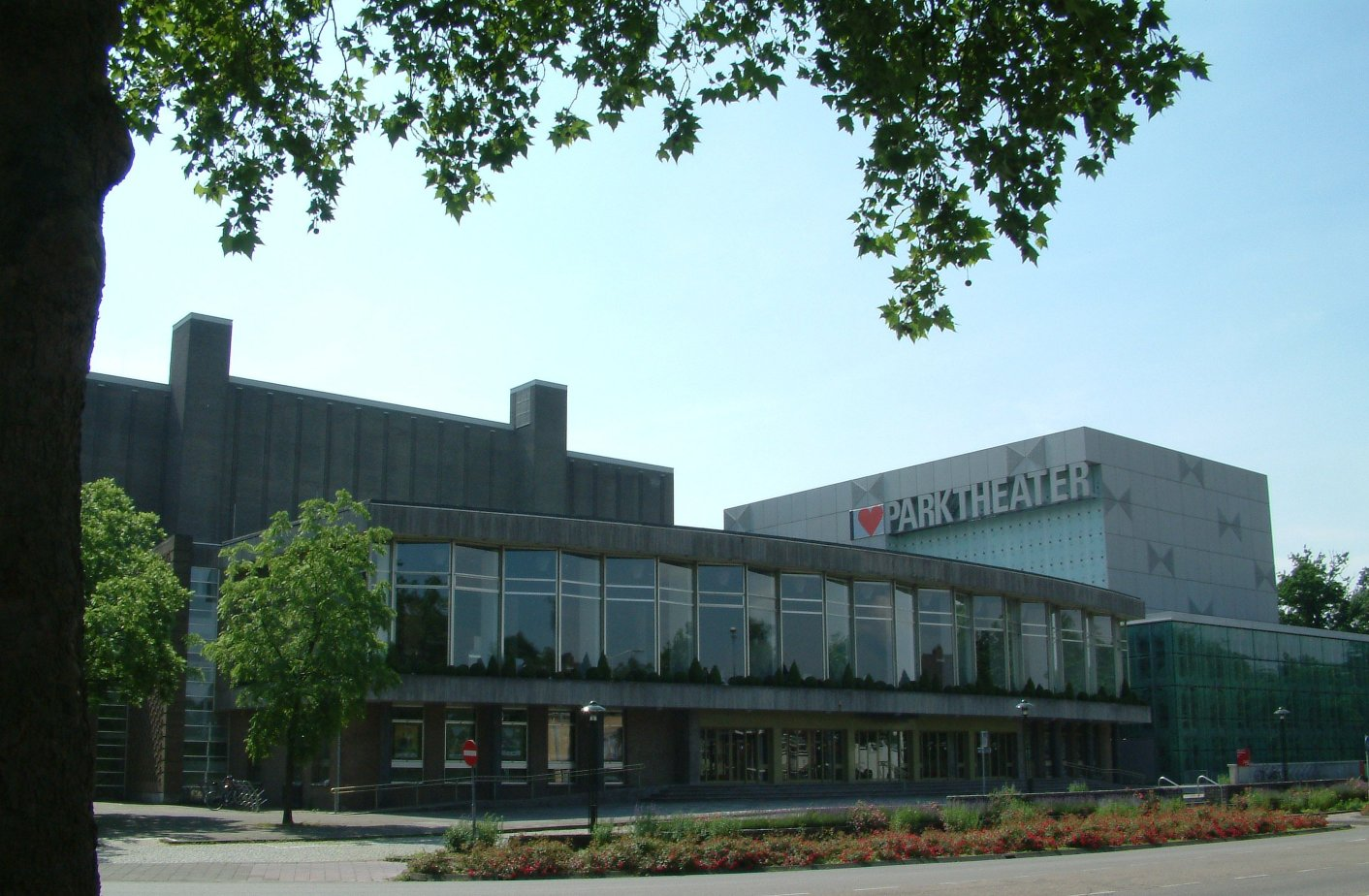
Parktheater in Eindhoven

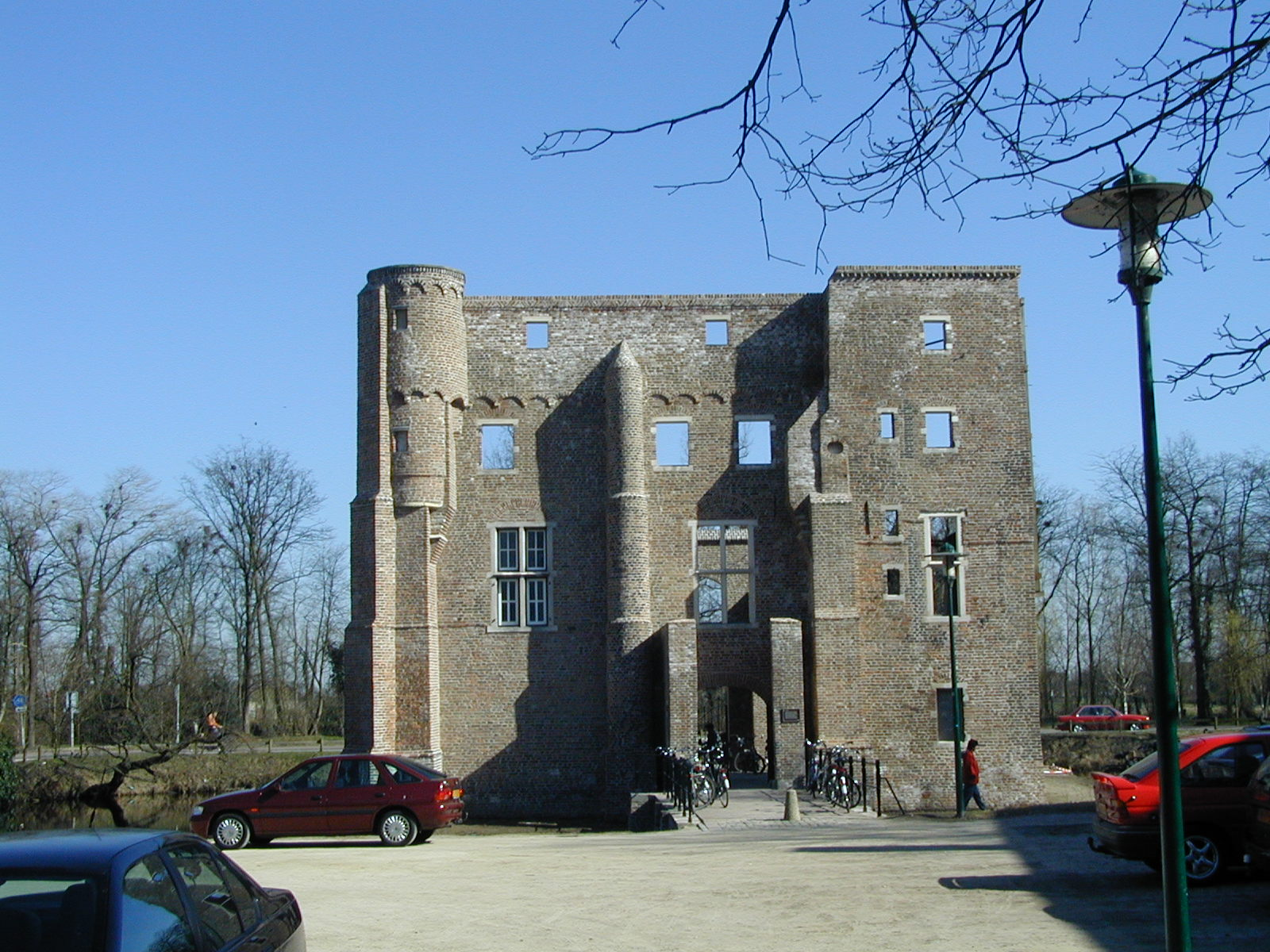
Consolidatie van het Groot Kasteel te Deurne

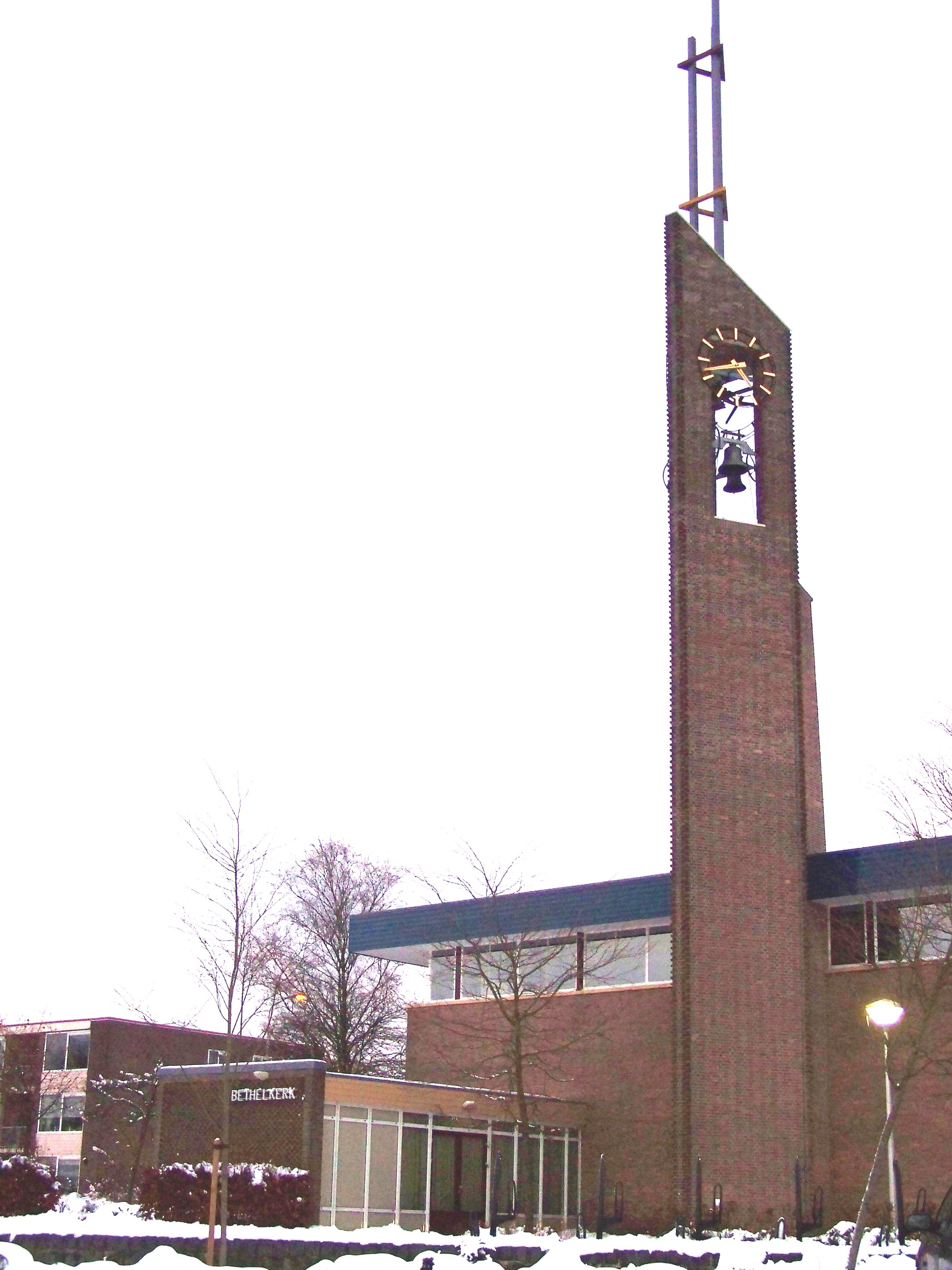
Bethelkerk in Ede

Cornelis Gerardus (Cees) Geenen (Eindhoven, 10 augustus 1902 - aldaar, 23 januari 1973) was een Nederlands architect. 
Ir. Cees Geenen werkte samen met Leo Oskam in het architectenbureau Oskam en Geenen. Aanvankelijk werkte hij in traditionalistische stijl, onder meer in de stijl van de Delftse School. Na 1950 legde hij zich meer toe op het modernisme, waarvan onder meer de kerk van Ommel uit 1962 getuigt. Het architectenbureau is nog altijd gevestigd te Eindhoven, eerst onder de naam Geenen Oskam De Wit en tegenwoordig als Bureau voor Architectuur GOW B.V.

## Oeuvre
Onderstaande lijst is onvolledig.
- gevelwand van de Sint-Gerarduslaan te Eindhoven (1929)
- de Gerardus-Majella-kerk van Walsberg (1932-1935)
- Sportfondsenbad aan de Stratumsedijk te Eindhoven (1938)
- toren van de Sint-Jozefkerk te Deurne (1938-1939)
- aanbouw van twee zijkapellen aan de kerk van Leende (1939-1940)
- uitbreidingsplan van Leende (ná 1945)
- monument voor oorlogsslachtoffers te Zeelst (1947)
- poortgebouw aan de St. Jorislaan te Eindhoven (1950)
- de kerk van Netersel (1950)
- de Bevrijdings-, Maria- of Vredeskapel te Son (1950)
- uitbreiding van de Sint-Antonius-Abtkerk te Acht (1951)
- de Sint Jan school in Valkenswaard (1951), met Leo Oskam
- kantoor van de textielfabriek Van Besouw te Goirle (1952)
- consolidatie ruïne van het Groot Kasteel te Deurne (1952)
- uitbreiding van de Sint-Caeciliakerk te Veldhoven (1956)
- Technische school voor de Chemische Industrie te Geleen (1957), met Leo Oskam
- Districtsgebouw PTT-Telecom, later KPN, aan de Prof. Dr. Dorgelolaan 2 te Eindhoven (1957-1965, en optopping ca. 1993), met Leo Oskam
- de Bijenkorf te Eindhoven (1958), niet uitgevoerd
- de Sint-Jozefkerk van Someren-Heide (1961), met Leo Oskam
- de Heilige Hartenkerk te Eindhoven (1961/1963), met Leo Oskam
- Theater De Lievekamp te Oss (1961/1968)
- de Onze-Lieve-Vrouw-Presentatiekerk van Ommel (1962)
- de Johannes Evangelistkerk te Valkenswaard (1964, afgebroken 1989), met Leo Oskam
- het Parktheater (voorheen Stadsschouwburg) te Eindhoven (1964)
- de Bethelkerk in Ede (1965), met Leo Oskam
- de Petrus-Emmauskerk in Heesch (1968)
- restauratie van de Sint-Willibrorduskerk te Diessen (1972)